# Conufis
Conufis (in greco antico: Χονούφις?, Chonoúphis; fl. IV secolo a.C.) è il nome del sacerdote egizio di Menfi ο Eliopoli, in Egitto, che istruì il filosofo e matematico greco Eudosso di Cnido durante il viaggio di quest'ultimo in Egitto.
Era infatti consuetudine dei filosofi (in realtà scienziati e mistici assieme) delle scuole ateniesi recarsi in Egitto per ricevere insegnamenti da parte degli astronomi sull'antica scienza.